# (19127) Олегефремов
(19127) Олегефремов (лат. Olegefremov) — астероид, относящийся к группе астероидов пересекающих орбиту Марса. Он был открыт 26 августа 1987 года советским астрономом Людмилой Карачкиной в Крымской обсерватории и назван в честь советского театрального режиссёра  Олега Ефремова.

Орбита астероида Олегефремов и его положение в Солнечной системе